# FC Ploiești
FC Ploiești war ein rumänischer Fußballverein aus Ploiești. Er spielte insgesamt fünf Jahre in der höchsten rumänischen Fußballliga, der Divizia A. Anfang der 1950er-Jahre löste er sich auf.

## Geschichte
Der FC Ploiești wurde im Jahr 1922 als Tricolor CS Ploiești (deutsch: Sportklub Drei Farben) gegründet. Die Farben des Vereins entsprachen denen der rumänischen Nationalflagge: Blau, Gelb und Rot. In den ersten Jahren gelang es dem Klub nicht, sich gegen die starke Konkurrenz der Region Bukarest durchzusetzen und sich für die Endrunde um die rumänische Fußballmeisterschaft zu qualifizieren.
Als im Jahr 1932 die rumänische Profiliga Divizia A aus der Taufe gehoben wurde, gehörte Tricolor zu den Gründungsmitgliedern. In der Premierensaison konnte sich der Verein im Mittelfeld seiner Gruppe platzieren, musste ein Jahr später aber die Liga als Tabellenletzter verlassen und in der neu gegründeten Divizia B spielen. Auch hier belegte der Klub in der Saison 1934/35 den letzten Platz, konnte aber die Klasse halten, da es keine sportlichen Absteiger gab.
Im Jahr 1936 schloss sich Tricolor mit dem Lokalrivalen CFPV Ploiești (Căile Ferate Ploiești-Văleni) unter dem neuen Namen Tricolor CFPV Ploiești zusammen. Im Jahr 1938 gelang als Sieger der Divizia B die Rückkehr ins Oberhaus, der Verein musste aber den sofortigen Abstieg im Jahr 1939 hinnehmen. Anfang des Jahres wurde der Vereinsname in FC Ploiești geändert und der Klub schaffte die Rückkehr in die Divizia A. Die Saison 1940/41 wurde mit einem Platz im unteren Mittelfeld abgeschlossen, was den Klassenerhalt bedeutete. Da der Spielbetrieb aufgrund des Ausbruchs des Zweiten Weltkrieges unterbrochen wurde, konnte der Verein diese Qualifikation nicht wahrnehmen. In den Übergangsturnieren sprangen stets Mittelfeldplatzierungen heraus, ehe ab 1944 kein Fußballspielen mehr möglich war.
Nach Kriegsende wurde der Verein entgegen der zuvor erreichten Qualifikation in die Divizia B eingeordnet und stieg im Jahr 1947 postwendend auf. Am Ende der Saison 1947/48 stieg der Verein aufgrund einer Reduzierung der Anzahl der Mannschaften wieder ab. Anschließend spielte er unter dem Namen CFR Ploiești eine Saison in der Divizia B und löste sich schließlich auf.

## Erfolge
- Aufstieg in die Divizia A: 1938, 1940, 1947

## Bekannte Spieler
- Elemer Kocsis (1937 bis 1948)
- Nicolae Kovacs (1938 bis 1940)
- Ioan Lupaș (1938/39; 1942 bis 1944; 1946/47)